# 448 (tal)
448 är det naturliga talet som följer 447 och som följs av 449.

## Inom vetenskapen
- 448 Natalie, en asteroid.

## Inom matematiken
- 448 är ett jämnt tal.
- 448 är ett praktiskt tal.
- 448 är ett sammansatt tal.
- 448 är ett ikositrigontal.
- 448 är ett palindromtal i det ternära talsystemet.